# Die Waise und der Mörder

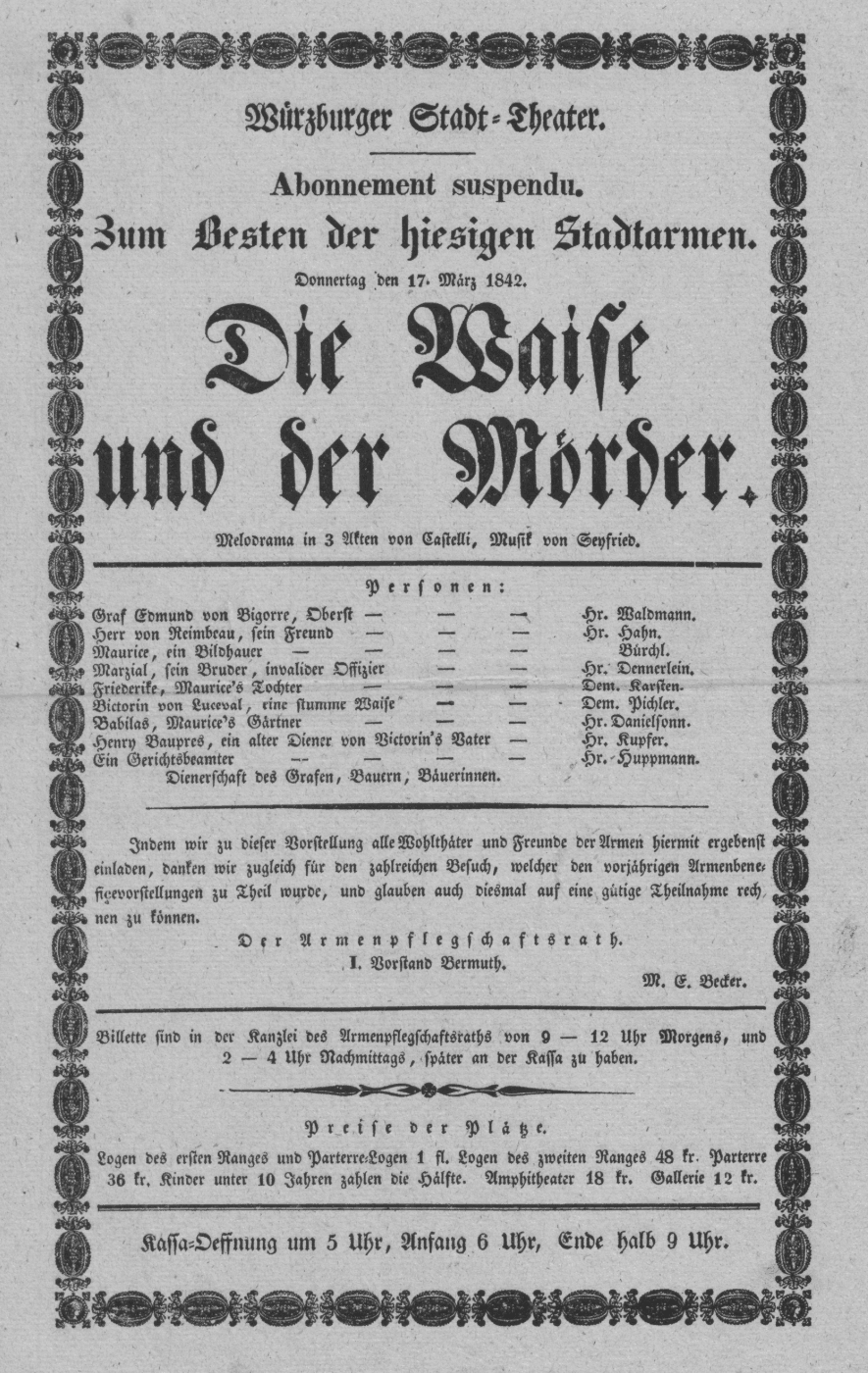
Theaterzettel einer Würzburger Aufführung von 1847

Die Waise und der Mörder (La Vallée du torrent ou L'orphelin et le meurtrier, mélodrame en 3 actes) ist ein Theaterstück von Frédéric Dupetit-Méré (1785–1827), das seine Premiere am 29. Mai 1816 im Pariser Théâtre de la Porte Saint-Martin hatte. Es handelt sich um eines der bekanntesten Melodramen des 19. Jahrhunderts.
Der Waisenknabe Victorin in der Hauptrolle ist stumm und wurde mit einem Pantomimendarsteller, wie sie in den Theatern am Boulevard du Temple Tradition waren, besetzt. Victorin wurde oft von einer Frau als Hosenrolle gespielt.

## Handlung
Der junge Victorin de Luceval hat seine Stimme verloren, als den Mord seines Vaters beobachtete. In seiner Pflegefamilie entfaltet er eine beachtliche künstlerische Begabung. Zufällig besucht der Mörder als alter Freund des Pflegevaters die Familie. Er kann die direkte Begegnung mit Victorin einige Zeit vermeiden. Am Ende treffen die beiden dennoch aufeinander. Victorin ist wie erstarrt. Mit dem Ruf: „Dies ist der Mörder meines Vaters!“ erlangt er die Sprache zurück.

## Wirkung
In der Übersetzung von Ignaz Franz Castelli und mit der Musik von Ignaz von Seyfried wurde das Stück am 12. Februar 1817 im Theater an der Wien in Wien aufgeführt und war daraufhin jahrzehntelang ein Kassenschlager im deutschen Sprachgebiet.
Während das Stück zur Unterhaltungsliteratur gerechnet und von Literaten selten erwähnt wurde, gibt es eine sehr lobende Besprechung des Werkes in Castellis und Seyfrieds Fassung von Ludwig Börne, der den politischen Aspekt der melodramatischen Musik hervorhob, bei der das Orchester als kommentierender Chor fungiert: „In der Antike war es der Chor, welcher die Empfindung und die Betrachtung des Zuhörers […] als ein freies Kunstwerk hinstellte […]. Bei uns, wo der Gebrauch des Chors in der Tragödie vorzüglich darum wirkungslos bleiben würde, weil wir bei unserer monarchischen öffentlichen Erziehung in Schauer gerathen und die Kramläden schließen, wenn auch nur drei Menschen aus dem Volke den nämlichen Willen und dieselbe Meinung haben und sie unter freiem Himmel auszusprechen sich erkühnen – bei uns kann nur die Musik die Stelle des Chors vertreten […].“
Johann Nestroy verwendete Szenen dieses Werkes in seinem dramatischen Quodlibet Humoristische Eilwagen-Reise durch die Theaterwelt (Uraufführung am 23. Mai 1832 im Theater an der Wien).